# Canoe.com
Canoe.com è un portale web canadese in lingua inglese e una rete di siti web ed è una sussidiaria di Postmedia Network. Nell'intestazione compare la frase Canadian Online Explorer; il nome è anche evidentemente un gioco di parole con "canoa" (o canoë in francese).
La sede di Canoe è a Toronto, al 333 di King Street East.
Al momento del lancio, Canoe era una joint venture tra Sun Media (Toronto Sun Publishing Corp.) e Rogers Communications (Rogers Multi-Media Inc.), sebbene Rogers vendesse le sue azioni di Canoe a BCE Inc. nel suo primo anno.
Al culmine della sua popolarità, Canoe aveva una versione in lingua inglese e francese e possedeva un numero significativo di siti Web, incluso JAM! e i siti dei giornali Sun Media.